# John Hasler
John Charles Hasler är en brittisk trummis och sångare.

## Biografi
John Hasler räknas som en av de viktigaste personerna till den brittiska gruppen Madness bildande. Han började som gruppens första trummis, gick sedan över till att sjunga och slutade som manager. Han skrev även texten till "Mistakes", gruppens första egenkomponerade sång. Efter att Madness fått skivkontrakt 1979 avskedades han (mot bandmedlemmarnas protester). I filmen om Madness, Take It or Leave It spelade han sig själv. När några av medlemmarna i Madness 1988 bildade gruppen The Madness, spelade John Hasler trummor i låten "I Pronounce You", som även släpptes som singel.